# Apicia obtusa
Apicia obtusa là một loài bướm đêm trong họ Geometridae.